# デイヴィッド・ジョンストン
デイヴィッド・ジョンストン （英語: David Alexander Johnston、1949年12月18日 - 1980年5月18日）は、アメリカ合衆国の火山学者である。アメリカ地質調査所  (USGS)  に所属していた。アメリカ合衆国ワシントン州にあるセント・ヘレンズ山が1980年に噴火活動を起こした際、観測チームの主任科学者として、山頂から6キロメートル離れた位置に設けられていた観測所で当番についていた時に、5月18日の朝に起きた山体崩壊を伴う噴火に巻き込まれて死亡した。最初に噴火発生を報告した人物であり、無線に "Vancouver! Vancouver! This is it!" （「バンクーバー！　バンクーバー！　ついに来た！」）と叫んだ後、横薙ぎの爆風と火砕流に巻き込まれて亡くなっている。ジョンストンの遺体は見つからなかったが、彼が使用していた USGSのトレーラーは、1993年に州道管理作業員によって発見されている。
ジョンストンの経歴を見ると、アラスカ州のオーガスティン山からコロラド州のサン・ファン火山地域、ミシガン州の長期間活動のない火山というように、アメリカ国内を渡り歩いて研究を行っている。彼は、火山性ガスの分析と噴火との関連に関する研究で、綿密で才能のある学者として認められていた。彼の示す熱情と前向きな姿勢は、多くの同僚から好意と敬意を受けており、彼の死後、幾人もの科学者が口頭もしくは献辞や書簡で彼の人柄を称えている。ジョンストンは自然災害から人々を守る一助となるために、科学者はリスクを取ってでも必要なことはやり遂げる必要があるとの信念を持っていた。彼と同僚の USGS に所属する科学者の活動は、1980年の噴火に際して当局にセント・ヘレンズ山周辺への立ち入り規制の必要性を確信させた。解除を求める強い圧力のなかで規制を維持し続けた結果、何千もの命が救われている。彼の物語は、一般の人々がもつ火山噴火と社会に対する脅威についてのイメージの中に組み込まれ、火山学の歴史の一部となった。
その死後、ジョンストンを記念していくつかの動きがあった。ワシントン大学は大学院生を対象とする彼の名を冠した記念基金を設立している。また、彼の名を冠する火山観測所が、ワシントン州バンクーバーと彼が亡くなった尾根上の2ヶ所に設立された。彼の人生と死は、様々なドキュメンタリーや映画、ドラマ、書籍の題材となった。噴火の犠牲となった多くの人々とともに、ジョンストンの名前も彼の献身を悼み碑文に刻まれている。

## 経歴

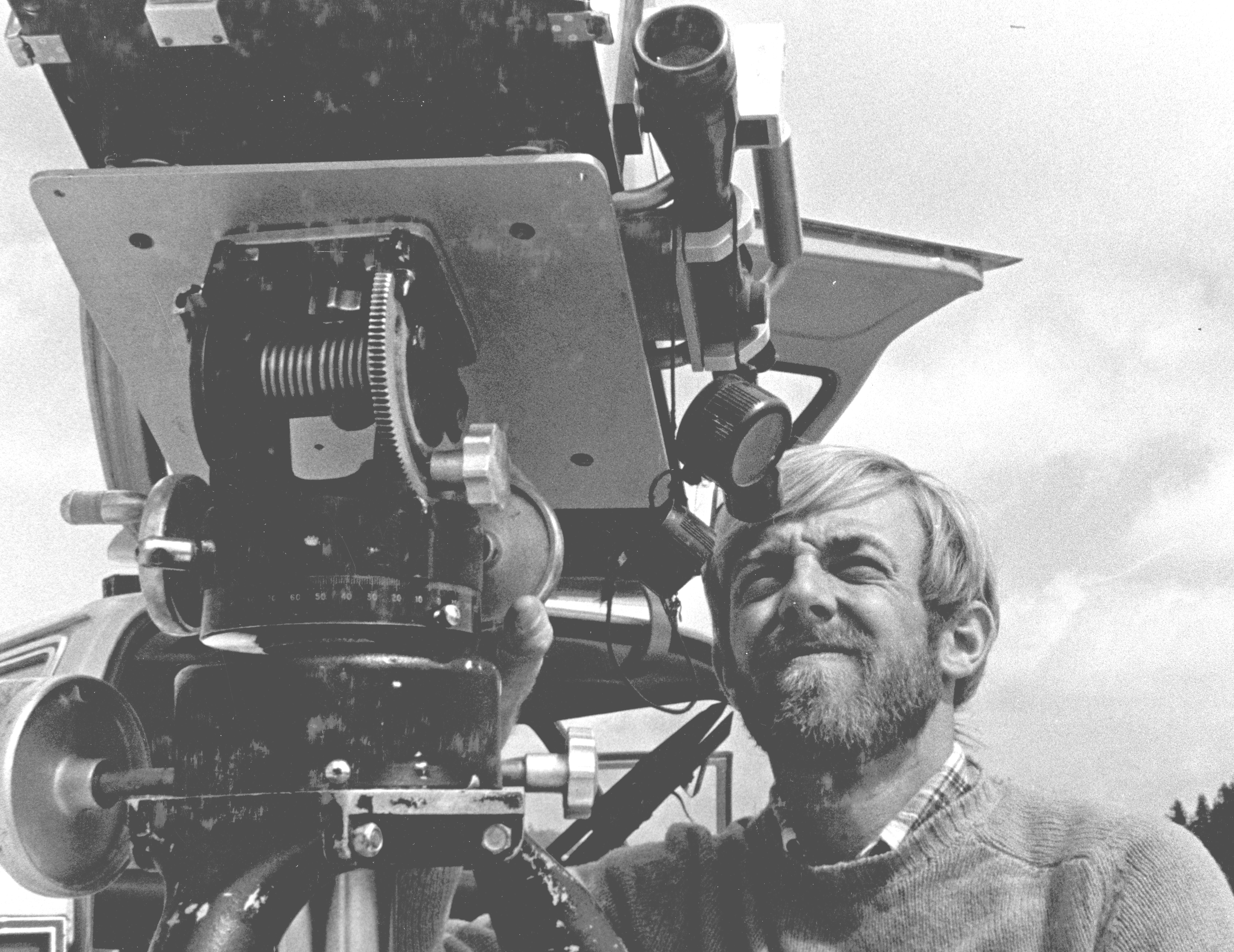
セント・ヘレンズ山から放出される二酸化硫黄ガスを計測するための紫外線解析装置（相関分光計）を操作するジョンストン（1980年4月4日撮影）。

ジョンストンは1949年12月18日、でトーマス及びアリス・ジョンストン夫妻の子供として誕生した

。
夫妻はイリノイ州ホームタウンに居を構えていたが、ジョンストンが生まれてすぐに、同じ州内のオーク・ローンに転居した。ジョンストンは１人の姉妹とともに育ち、父親は地元企業でエンジニアとして働き、母親は新聞の編集者をしていた。ジョンストンは時折、母親が関わる新聞用に写真を提供し、自分の学校新聞に寄稿している。彼に妻子はいない。
高校を卒業後、ジョンストンはイリノイ大学アーバナ・シャンペーン校に入学し、当初はジャーナリズムを専攻する予定だったが、大きな講義クラスの程度の低さに失望し、受講した地質学の基礎クラスで興味を唆られて専攻を変更することにした。彼が最初に取り組んだ地質学の研究プロジェクトは、ミシガン州のアッパー半島を構成する先カンブリア時代の岩石を対象としたものだった。そこで彼は、変成した玄武岩や斑糲岩の岩床、閃緑岩と斑糲岩の貫入の形態をした火山の基盤など、当時の火山の痕跡を調査した。この経験は、ジョンストンに火山への情熱の火をつけた。講義を熱心に受講し、1971年に首席で卒業した
。
ジョンストンは卒業した夏に、コロラド州のサン・ファン火山地域に向かい、火山学者のピート・リップマンの2つの消滅したカルデラに関する研究を手伝った。この経験から、彼はサン・ファン西部にある漸新世のシマロン安山岩質火山群に注目し、シアトルのワシントン大学における卒業研究の第一歩となる着想に結びついた。
ジョンストンが行った活火山ではない火山の噴火史復元は、その後の活火山研究の基礎となった。活火山に最初に対峙したのは、アラスカ州のオーガスティン山における地球物理学的調査の際で、1975年のことだった。1976年にオーガスティン山が噴火するやいなや現地に舞い戻り、ひとまず修士論文としてまとめたシマロン火山の研究を打ち切り、オーガスティン山に集中して博士号研究を行った。その結果、ジョンストンは (1) 火砕流の堆積作用は軽石質が弱くなるにつれ、時間とともに変わっていくこと、(2) マグマに揮発性の高い水、塩素、硫黄が大量に含まれていたこと、(3) 地下で、（ケイ素を含む）珪長質マグマに粘性の低い苦鉄質（玄武岩質）マグマが混合することで噴火を引き起こしたこと、を示し、1978年に Ph.D を獲得した。また、彼にとってオーガスティン山は初めて火山の危険性を身にもって経験した場所となった。強風により2機の脱出用ヘリが離陸できず、噴火の最中で立ち往生する寸前まで追い込まれた。3機目のヘリがなんとか離陸でき、彼らを助け出すことになる。。
1978年と1979年の夏に、ジョンストンはカトマイ山の1912年の噴火で1万本の煙の谷に堆積した火山灰流層の研究を指揮した。 火山ガスの状態は、火山噴火の進展にきわめて重要である。この調査活動において、かれは過去の噴火において放出されたガスに関するデータの取得を可能にする、溶岩内に埋め込まれた斑晶の中に含まれているガラス質と気体の混合物を分析するのに必要な、多くの技術をマスターした。カトマイ山と1万本の煙の谷にある他の火山の研究活動は、その後の彼の経歴を切り開くことになる。彼の「快活さ、度胸、忍耐、そしてマゲイク山の火口にあるジェット状の山頂噴気孔の近くで下した決断」は彼の同僚に強い印象を与えた。
1978年も押し詰まった頃、ジョンストンはアメリカ地質調査所に入所した。そこで彼はまず、カスケード山脈とアリューシャン列島の火山放出レベルの監視任務に就いた。その間に彼は、火山性ガスの組成変化から噴火の可能性をある程度予測する理論の改善を支援している。
同僚の火山学者、ウェス・ヘルドリッチはジョンストンについて、次のように語っている「自分が思うに、デイヴが大事に抱えこんでいた大望は、噴気孔から放出されるガスを系統的に分析することで、噴火の前兆を示す特徴的な変化の検知を可能にすることだった…デイヴは爆発的噴火に先立つマグマ内の揮発成分の振る舞いを一般的なモデルとして公式化し、噴火の危険性を推論する論理的根拠を確立することだった」　この頃、ジョンストンは夏になるとオーガスティン山に向かい、また、アゾレス諸島とポルトガルの潜在的地熱エネルギーを評価している。また亡くなる寸前には、火山と人類活動により大気中に放出される物質が健康や農業、環境に与える影響に関心を示していた。
ジョンストンはカリフォルニア州メンローパークにある USGS の支部に属していたが、彼が研究していた火山は北西太平洋地域全般に広がっていた。1980年5月16日に最初の地震がセント・ヘレンズ山で発生したとき、彼は近くのワシントン大学にいた（彼がかつて博士号を獲得した大学である）。噴火の可能性に興味を持ち、ジョンストンは大学の地質学教授であるステファン・マローンに会いに行った。マローンは彼がコロラド州のサン・ファン火山群で研究していた時の指導教官で、ジョンストンは彼の業績を賞賛していた。マルーンは即座に「彼を仕事に引き入れ」、火山の近くまで関心をもつ記者を案内させる役割を与えた。結果として、ジョンストンはセント・ヘレンズ山に赴いた最初の火山学者となり、すぐに USGS の観測チームのリーダーとして、放出される火山性ガスのモニタリングを担当した。

## 噴火

### 前兆活動

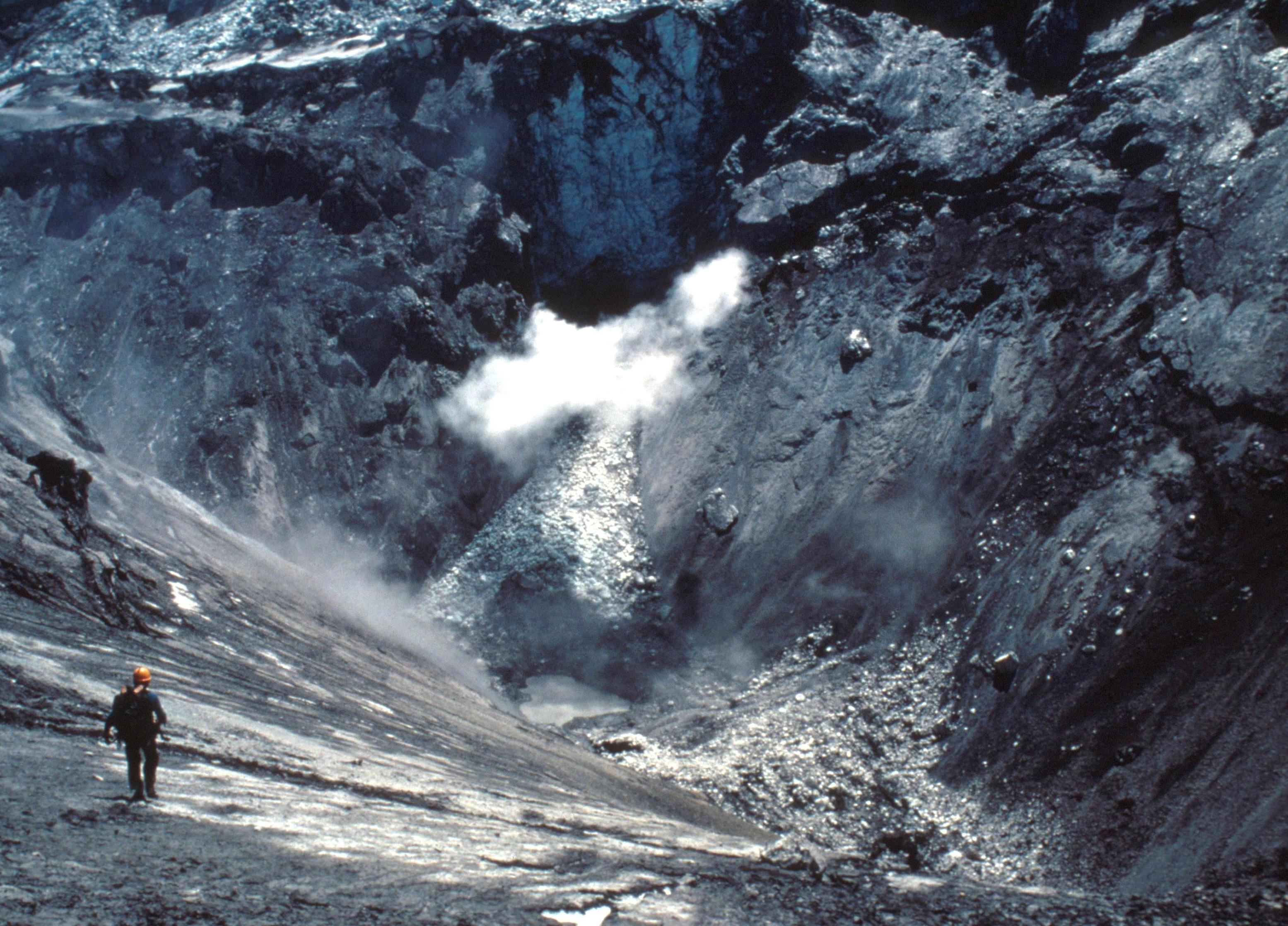
火口内にある湖の湖水サンプルを採集するため、火口壁を下るジョンストン（1980年4月30日撮影）。かれが湖水を採集する様子はこの写真を参照.

19世紀中頃に噴火して以後、セント・ヘレンズ山の活動は低調だった。地震計は1972年まで設置されていなかった。この100年以上に渡る平穏な期間は1980年の始めに終わることになる。3月15日、小規模な地震が数回発生し、山の周囲を揺り動かした。その後6日間に渡って、100回以上の地震がセント・ヘレンズ山周辺で起こり、地下におけるマグマの移動を示唆していた。とはいえ、この時点では地震を噴火の前兆と見なすだけの証拠は出揃っていなかった。
3月20日には、マグニチュード 4.2 の地震が火山周辺の原野を揺り動かした。その翌日、地震学者は３つの地震計を増設している。
3月24日になると、ジョンストン等 USGS の火山学者は、地震活動が切迫した噴火の前兆現象だと確信を深めていた。3月25日には、地震活動は劇的に増大し、26日にはマグニチュードが 4.0 より大きい地震が7回発生し、その翌日、火山災害に関する警告が公表された。その3月27日、最初の水蒸気爆発が発生し、噴煙は2,000メートルに達した。
その後も数週に渡って同様な活動が続き、少量の水蒸気や火山灰等の火山砕屑物を噴出しながら、火口を広げて隣接したカルデラを形成した。こういった新たな噴火において、噴煙は6,000メートルに達している。3月の末には、噴火回数は1日に100回を越えるようになった。噴火の様子を見物しようと、観光客が山の近くまでやってくるようになった。レポーターがヘリで飛び回り、登山家も関心を向けていた。
4月17日、山の北側斜面の膨張が確認された。これはセント・ヘレンズ山で側面噴火が起こる可能性を示唆していた。ジョンストンは、タコマ・コミュニティ大学の地質学教授のジャック・ハイドとともにその発生を確信していたが、関係者の中では少数派だった。ハイドはセント・ヘレンズ山に目に見える噴気孔が確認できず、爆発的噴火に至るまで圧力が増大すると示唆している。ハイドは USGS の職員ではなく、また責任を有する立場でもなかったので、彼の見解は一顧だにされなかった。しかしながら、その意見の正しさは後日証明されることになる。セント・ヘレンズ山の地下から上昇してきたマグマは、山の北斜面へと逸れてゆき、その表面を膨張させていたのだ。

### 最後の兆候と大爆発
地震と火山活動の増大を受けて、USGS で働くジョンストンたち火山学者は、切迫する爆発的噴火を観測するために、バンクーバー支部で準備を進めていた。地質学者のドン・スワンソンのチームは、成長するドームやその周辺に反射板を設置し、レーザー測距計を使って、反射板との距離を測定し、ドームの形状変化を捉えるべく、コールドウォーターIおよびIIと命名された観測所を設置した。ジョンストンの最後の地となるコールドウォーターIIは、山頂の北10キロメートルに位置していた。USGS の地質学者が驚きをもって見つめるなか、山腹の隆起は1日に1.5から2.4メートルの割合で増大していった。

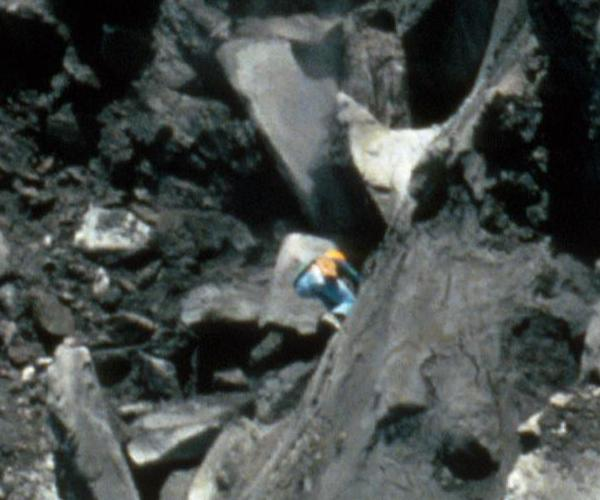
噴気孔からガスを採集するためにセント・ヘレンズ山の膨張部を登るジョンストン（中央）。この写真はこの膨張部が爆発する前日に撮影された。全体像はこの写真を参照。

火山の北側に設置された傾斜計は、山の斜面が北西に向けて傾斜していることを示していた。山の南側では、南西に傾斜する傾向が観測されている。地下におけるマグマ圧力の増大を懸念して、科学者は火口で火山性ガスを採取して分析した結果、高濃度の二酸化硫黄を検出した。この発見後、かれらは定期的な噴気活動の確認を開始し、火山の劇的な変化を捉えようと試みたが、何も観測されなかった。落胆はあったものの、彼らは次に、成長する隆起の調査へ矛先を向け、その崩壊が火山周辺の住民活動の脅威となるか調べ始めた
。
調査の結論は、地すべりや崩壊が発生した場合、トゥートル川に大量のラハール、もしくは泥流が流れ下る危険を示していた。
この時点で、最初は頻繁に生じていた水蒸気噴火も断続的になっていた。5月10日から17日にかけて、北斜面の隆起の膨張以外の変化は見受けられなかった。5月16日と17日には、水蒸気噴火がまったく起きなかった。

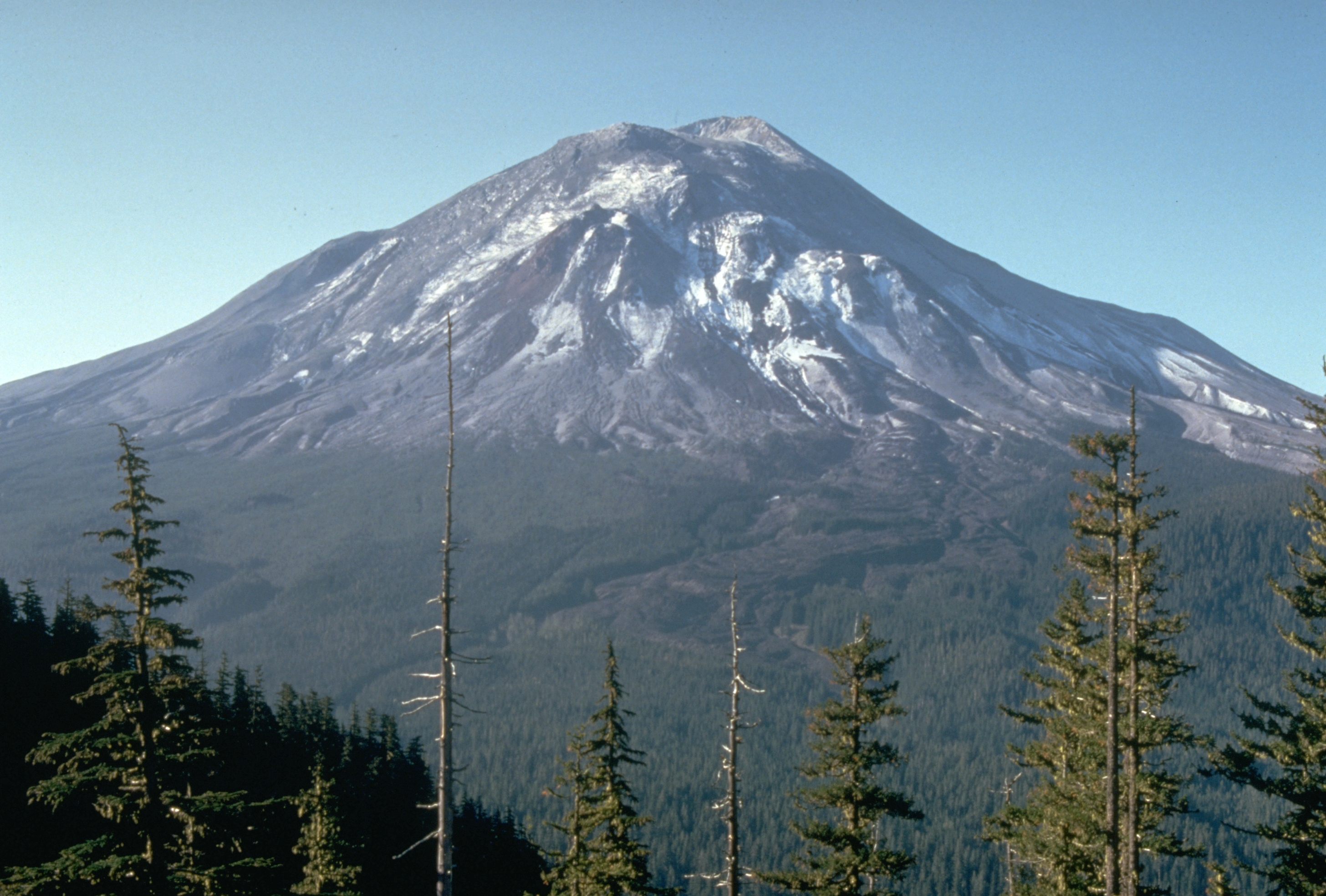
爆発前のセント・ヘレンズ山。ジョンストンがいたコールドウォーター観測所から、ハリー・グリッケンが撮影。

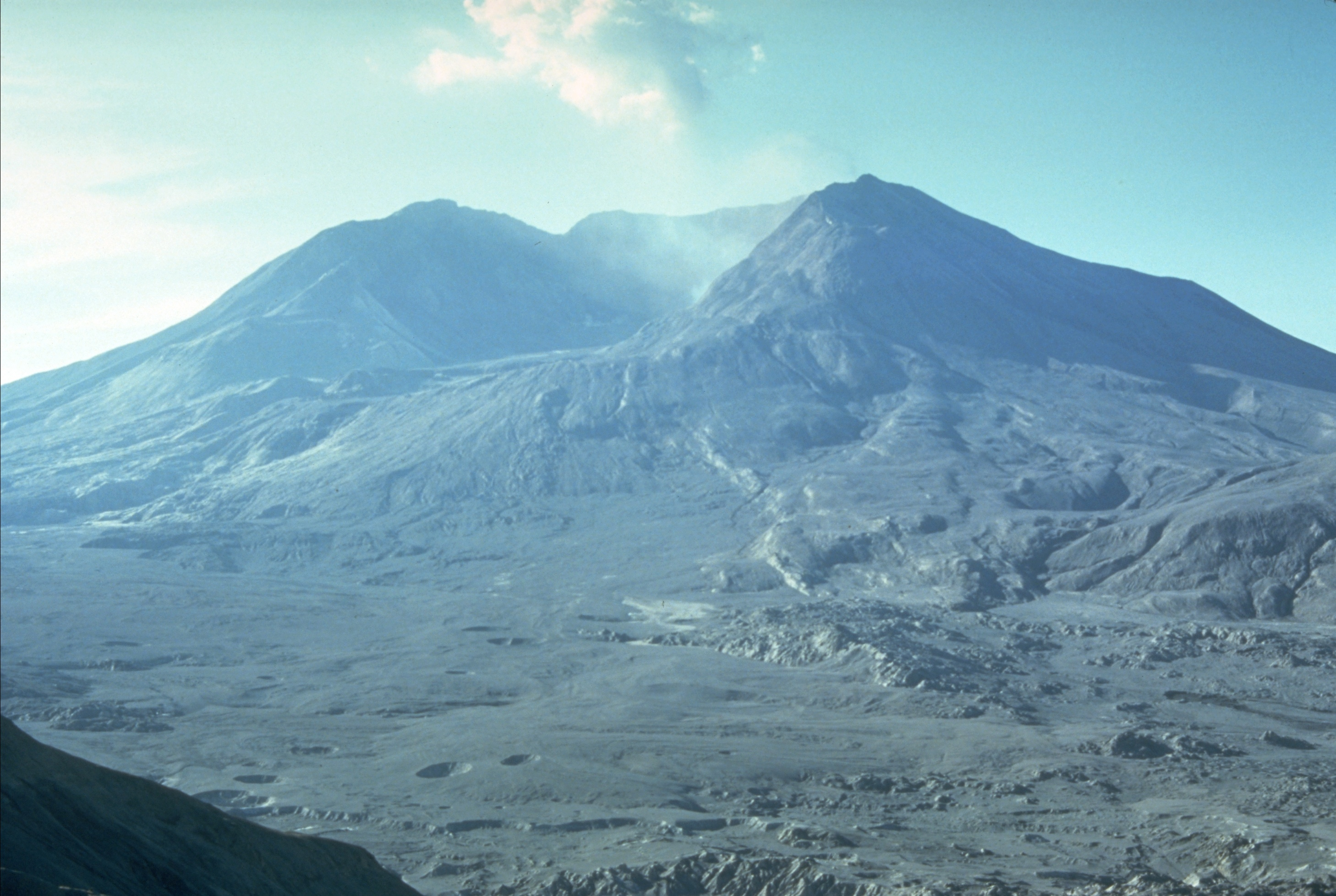
噴火から4ヶ月後のセント・ヘレンズ山。先の写真と概ね同じ場所からハリー・グリッケンが撮影。この間に火山は噴火して、ジョンストンの命とともに以前の景観を破壊した。

活動中のセント・ヘレンズ山は、平穏な時期とは根本的に様相を変え、巨大な隆起が生じ複数の火口が開いていた。爆発がおきた週には、山頂の北側に割れ目が生じ、マグマの動きが隆起部からカルデラへと向いたことを示していた。
翌日（5月18日）の現地時間8時32分、マグニチュード 5.1 の地震が山域を揺るがして地すべりを誘発した。これが大噴火の引き金となった。数秒のうちに、地震の振動が山の山頂から北斜面にかけての、2.7 立方キロメートルに及ぶ岩石をぐらつかせ、大規模な地すべりを発生させた。山体がもたらしていた圧力が消失し、セント・ヘレンズ山のカルデラから急激に水蒸気と様々な火山ガスが放出し始める。数秒後、側面噴火が始まり、斜面から音速に近い速度で高速な火砕流が噴出した。その流れは後で合流しラハールとなった。
爆風がジョンストンが居たところまで到達するのに、最速で1分はかからなかったと見られる。ジョンストンは無線で USGS の同僚に向けて "Vancouver! Vancouver! This is it!" と通信を送り 、次の瞬間、無線はとぎれた。初期の段階では、ジョンストン生存の可能性について検討がなされた。しかしすぐにジョンストンの位置から北のコールドウォーター山の近くに居て、同じく噴火の犠牲となったアマチュア無線家のゲリー・マーティンによる、コールドウォーターII観測所が噴煙にのみこまれる目撃情報を報告した記録の存在が明らかになった。爆風がジョンストンの観測所を圧潰する様子を、マーティンは厳粛に「紳士諸君、あー、私の南に居たキャンパーと車が覆われてしまった。私のところにも向かって来ている。ここから逃げるのは無理なようだ…」と告げたのち、彼の無線は途絶えた。
ジョンストンやマーティンといった犠牲者をなぎ倒した爆風と火砕流の範囲、速さ、方向は、後日『セント・ヘレンズ山の1980年5月18日の爆発的噴火の経過と特徴』との題で、1984年に全米研究評議会地球物理学委員会から公判された書籍に収録される形で報告された。
この論文で、著者らは噴火の最初の数分間の活動経過と特徴を構成するため、噴火時の写真と衛星画像を検討した。論文には図10.3として、セント・ヘレンズ山の東方53キロメートルにあるアダムズ山から撮影された連続写真が収録されている。この6枚の写真には、側面噴火の様子が横側からとらえられ、崩壊と火砕流の範囲と大きさがはっきりと示されており、ジョンストンがいた位置を越えて北へ届いていたことがわかる。同論文の図10.7は、火砕サージの到達範囲を30秒毎に示した平面図で、ジョンストンがいた位置（コールドウォーターII観測所）とマーティンのいた場所が含まれている。
噴火の爆音は数百キロメートルはなれた場所でも聞き取れたが、噴火から生き残った人々の中には、山を逃げ下っている間、地すべりと火砕流の物音は聞こえなかったと証言している者もいる。アメリカ合衆国林野局 の職員、クラウ・キルパトリックは、「それから音はしなかった。音はなかったんだ。まるでサイレント・ムービーのようで、私達は完全にそのただ中にいたんだ。」と記憶を辿りそう述べている。このように証言が異なる理由は "quiet zone" と呼ばれる、空気の運動と温度に、現地の地形がある程度影響して生じる現象が原因である。
山の状態を表現するのにレポーターが述べた有名な言葉に「導火線に火がついたダイナマイトの詰まった容器のそばに立っているような」という言い回しがあるが、ジョンストンは火山が噴火する兆候に気づいた最初の火山学者の一人であり、すぐに火山性ガスのモニタリング・チームのチーフに任命されている。彼は用心深い分析者ではあったが、市民から死者を出すのを防ぐために、科学者自身がリスクを取って活動する必要があると強い信念を抱いており、その信念に従って、現地での危険な有人観測に着手した。彼を始めとする幾人もの火山学者たちは、噴火の前兆活動が続いていた数ヶ月の間火山のそばから人々を遠ざけ、閉鎖の解除を求める圧力に抗いぬいた。彼らの努力をしても、数十人の犠牲は避けられなかった。しかし、山域が閉鎖されていかなったならば、その死者数は数千に及んでいたであろう。ジョンストンは側面噴火に関する理論に貢献した。かれは、爆発的噴火は上向きではなく、横向きに起こると信じていた。また、ジョンストンは、噴火の前段として隆起が生じると考えていた。このことから、彼は北方向への噴火の可能性が最も高いと気づいていたのだ。

### USGSチームと救助活動

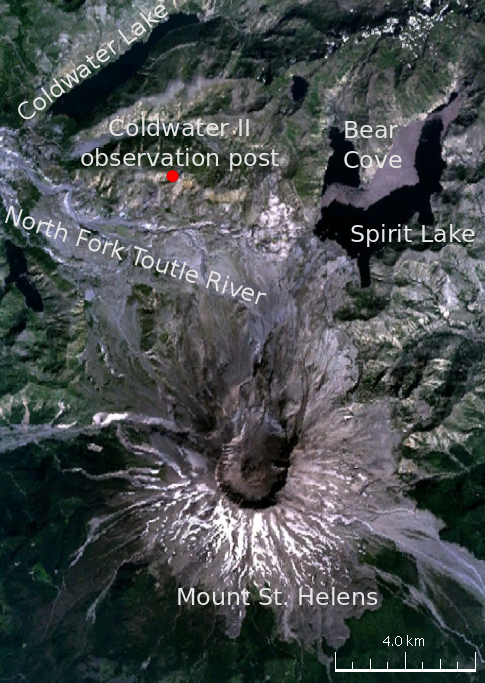
セント・ヘレンズ山の北斜面が崩壊した時、ジョンストンがいたコールドウォーター観測所は、爆風の通り道にあった。

火山活動の開始以来、USGSの多くの科学者が、火山の監視に取り組んでいた。しかし、噴火直前の2週間半の間、コールドウォーターII観測所に詰めていたのは大学院生のハリー・グリッケン（Harry Glicken）だった。噴火前日の夕方、彼はカリフォルニア大学の大学院に戻って自分の研究を進めるために、USGSの地質学者ドン・スワンソンと交代するようスケジュールが組まれていた。しかし、スワンソンは、5月18日に帰国するドイツ人の院生と面会したいと考えていた。そこで、噴火の2日前、スワンソンは廊下で出会ったジョンストンに代わってくれるよう頼み込み、ジョンストンはやむなく1日のみ配置につくことを了承した。噴火が起こる前日、ジョンストンは山に向かい、地質学者のキャロライン・ドリージャーと火山を見て回り、山が地震で振動し続けている様子を確認した。ドリージャーはその夜、火山を見下ろす尾根の一つでキャンプする予定だったが、ジョンストンは帰宅することを勧め、一人で火山に留まると告げた。コールドウォーターIIにいる間、ジョンストンは、噴火のさらなる兆候を見出そうと火山を観測する予定だった。噴火の13時間半前となる5月17日の午後7時、グリッケンは観測所のトレーラーの横に腰掛けてノートを手に笑みを浮かべたジョンストンの、後日有名となる写真を撮影した。
そして5月18日午前8時32分、火山が噴火すると、救助隊員は即座に山に向かって出動した。山へ科学者を飛行機で送り届けていた USGS 所属パイロットのロン・スティックニーは、最初の救助活動の際、案内のため同行した。彼はヘリコプターを操縦して、傷ついた木々の残骸や谷筋を飛び越え、コールドウォーターII観測所のあった尾根の上空に辿り着いた。しかし、そこで彼が目にしたのはむき出しの岩肌と根こそぎにされた木々だけだった。ジョンストンがいたトレーラーは影も形もなく、スティックニーは「ひどく取り乱して」パニックに陥った。
前日まで観測所に詰めていたグリッケンは罪悪感に打ちのめされ、3人のヘリコプターパイロットに、救助活動のために被災地上空を飛んでくれるように頼み込んだ。しかし、噴火はあたりの景色を完全に別のものに変えてしまい、彼らは、爆風に吹き飛ばされ埋もれてしまったコールドウォーターII観測所のいかなる痕跡も見出すことはできなかった。彼とヘリのクルーは逃げようとした人を乗せた車を発見し、着陸して救助しようとしたものの、犠牲者の遺体の手から皮膚が剥がれおちる有り様だった。噴火の直後、スワンソンは瓦礫の中にジョンストンのバックパックとパーカーが埋まっていたのを見つけた。しかし彼は、スカベンジャー（この頃すでに山に入り込み噴火の犠牲者の遺品を持ち去って売りに出す人物が存在していた）が彼の友人の遺体や所持品を見つけて持ち去るのを怖れ、ごく数人を除き自分の発見を秘密にしていた。1993年、ジョンストンリッジ観測所に至るようワシントン州道504号線（別名「スピリット湖記念ハイウェイ」）を14キロメートル延長する工事中、建設作業員がジョンストンのトレーラーの残骸を発見した。しかし、45年が経過した今も彼の遺体は発見されていない。

### 結果と反響
人々はその噴火の規模にショックを受けた。山頂が400メートルも低くなり、約600平方キロメートルもの森林が破壊され、火山灰は他の州やカナダにまで到達した。ジョンストンを死に至らしめた側面噴火のスピードは、時速354キロメートルから始まり時速1,078キロメートルにまで達している。この事実に、USGS の科学者でさえ畏怖を覚えた。火山爆発指数は5と判定され、壊滅的な噴火であったことを示している。ジョンストンや山荘のオーナーだったハリー・ランドール・トルーマン、ナショナル・ジオグラフィックの写真家だったリード・ブラックバーンを含む57名の人々が死亡もしくは行方不明となった。
この災害は、合衆国で発生した火山災害で最も死者数が多く破壊的な噴火だった。多くの死者・行方不明者に加え、降灰と火砕流により200軒もの家屋が破壊あるいは埋没し、たくさんの人が住む家を失った。人々の被害に加え、何千もの動物が命を失った。USGS による公式な推定によると、およそ7,000もの狩猟動物が死に、40,000匹のサケと1,200万匹に及ぶその稚魚が失われた。
噴火から2年後、合衆国政府はセント・ヘレンズ国立火山公園を設立し、450平方キロメートルもの土地を確保した。この保護地区には、ジョンストン・リッジ観測所を始めとする数カ所の観測施設やビジターセンターがあり、科学的調査や観光、教育目的に維持されている

## 遺産

### 科学分野

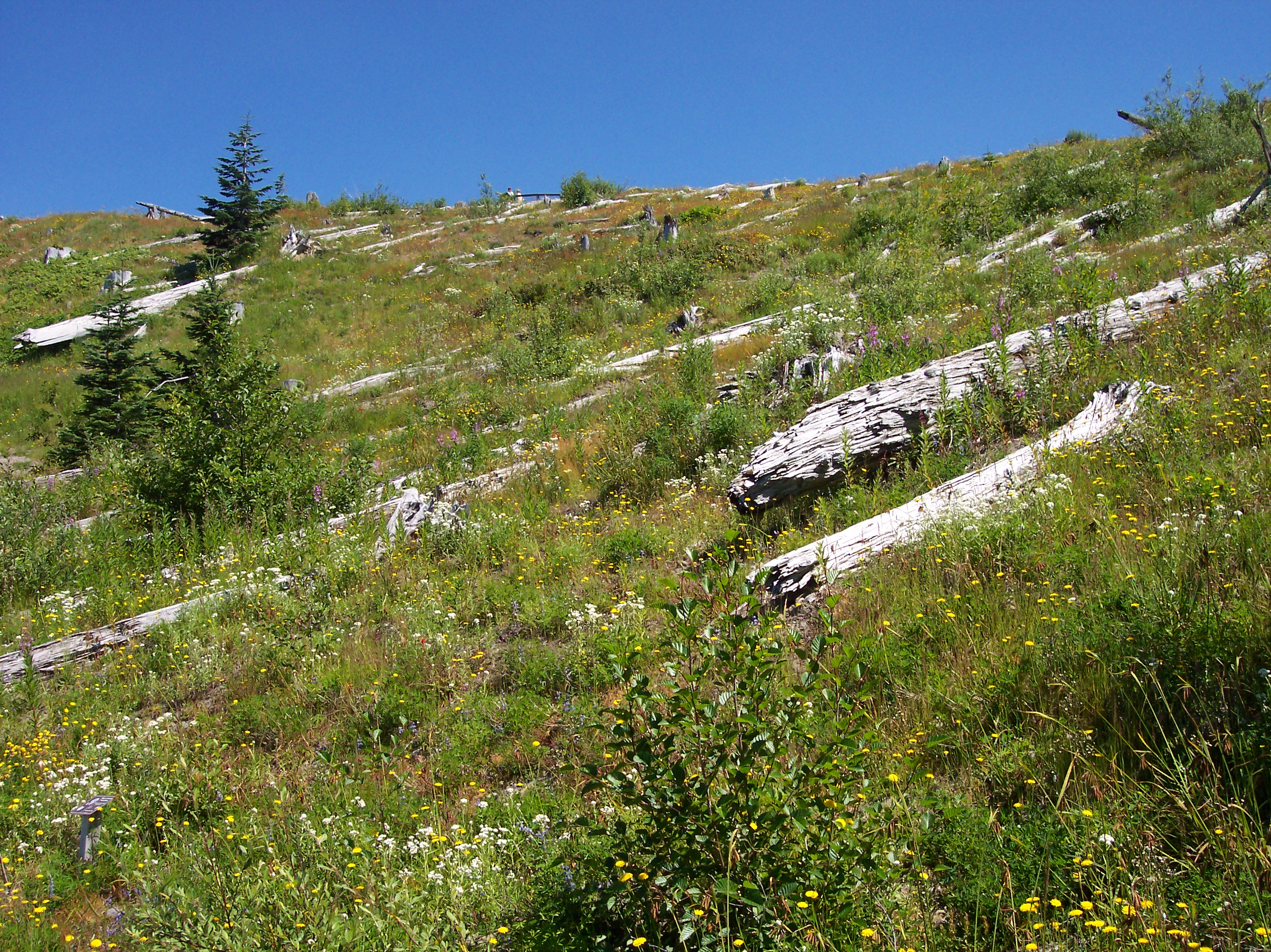
ジョンストン・リッジ観測所からのジョンストン・リッジの光景（2005年6月撮影）。噴火から25年経ち、倒れた木々の間に新たな草花が繁茂している。

友人たちからはデイヴと呼ばれていたジョンストンは、同僚の科学者と政府の双方から追悼を受けた。勤勉で綿密な性格で知られていた彼は、USGS からの献辞で「典型的な科学者」と称され、周囲を巻き込む好奇心と情熱を抱き、他人に感化されること無く純粋だった」とも述べられていた。彼は即座に「皮肉を打ち消し」、「慎重な評価と解釈」が仕事を進める上でベストな方法だと信じていた。ジョンストンの追悼記事には、死の時から、彼が「世界で代表的な若い火山学者の一員」となり、彼の「情熱と温情」が「科学的な長所と少なくとも同程度に失われてしまった」と述べた。
同僚のアンドリュー・オールデンは、ジョンストンが「多くの友人と明るい未来をもっていた」と断言し、大きなポテンシャルを秘めていたと述べた。 噴火後、ハリー・グリッケンを始めとする USGS の地質学者は、自分たちの仕事をジョンストンに献呈している。
ジョンストンはコールドウォーターII観測所が安全だと考えていたので、彼が死んだという事実は、友人たちと同僚に衝撃を与えた。しかし、彼のほとんどの同僚と家族は、ジョンストンは「やりたかったことを行いながら」死んだのだと断言している。彼の母親は噴火直後のインタビューで次のように答えている「世の中では、自分が本当にしたいことがそうそうできるわけではないけれど、私達の息子はやり遂げたのよ……彼は『裕福にはならないだろうけれどやりたいことをやっている。噴火が起きた時は近くに居たい』と望んでいた。母の日に電話をくれた時、かれはこんな光景を目にする事ができる地質学者なんてほとんどいないと教えてくれた」　ステファン・マローン博士は、ジョンストンが自分の愛することを行いながら亡くなったことに同意し、彼は「仕事がとても上手だった」と述べた。
噴火に至るまでの日々における火山研究で果たした彼の役割に対し、1981年に「ワシントン州セント・ヘレンズ山の1980年噴火」と題された USGS のレポートの一部として公表された噴火の過程に関する論文において謝意が示されている。

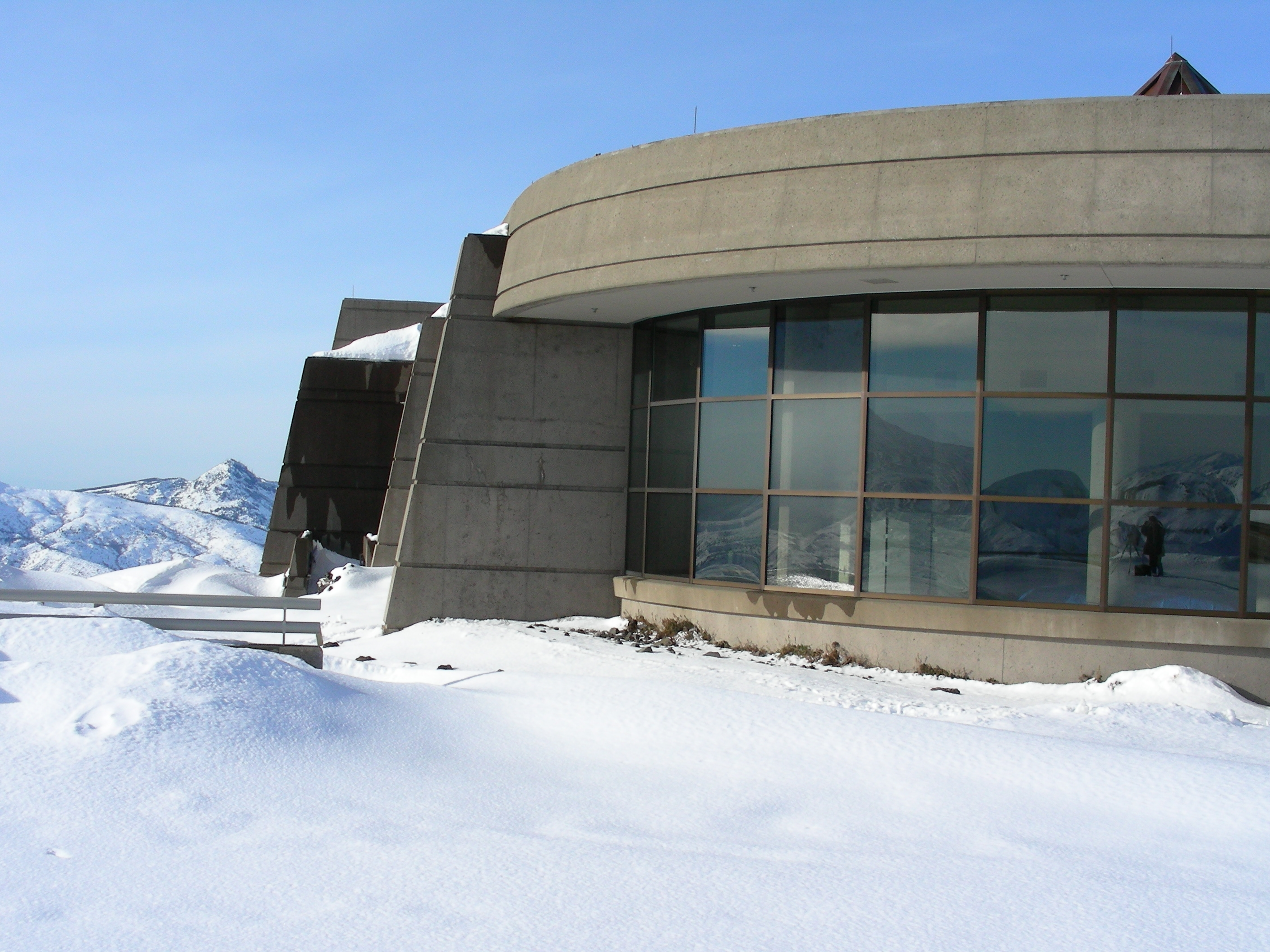
ジョンストン・リッジ観測所（2005年12月撮影）

ジョンストンの死後、彼が取り組んでいた噴火予知の分野は著しい進歩を見せた。そして今や火山学者は、数日から数ヶ月に渡って続く幾多の前兆現象を捉えて分析することで予知が可能になっている。
地質学者も特定のマグマの活動を示す特有のパターンを地震波から識別可能になった。
特に、火山学者は地殻をマグマが上昇していることを示す深発の長周期地震を観測している。また、マグマが供給される割合を示す指標として、二酸化炭素の放出量も計測している。ジョンストン等 USGS の科学者がコールドウォーターIおよびII観測所で行っていた、マグマの貫入による地表面の変形量の観測についても、そのスケールと精度が向上している。火山周辺に設置された地形変化の観測ネットワークは、今や干渉合成開口レーダ (InSAR) や GPS測位ネットワーク、重力ポテンシャルや重力加速度の変化を計測する微小重力計、歪み計、傾斜計から構成されている。未だ成されなければならない仕事は残されているが、この多様な観測手法の組み合わせにより、科学者が火山噴火を予測する能力は格段に進歩している。
その後起きてしまった雲仙普賢岳やガレラス山噴火の際の火山学者の死（普賢岳ではハリー・グリッケンも命を落とすことになってしまった）にもかかわらず、ジョンストンが用いたのと同様の予測手法により、科学者等は当局にピナツボ山の周辺住人の避難の必要性を認めさせ、数千もの犠牲を防ぐことを可能とした。
ジョンストンが取り組んだ仕事に加えて、彼そのものが火山噴火史の一部となっている。ハリー・グリッケンとともに、彼は火山噴火によって死亡した2名の合衆国の火山学者のひとりである。前述のとおり、グリッケンはセント・ヘレンズ山噴火の13時間前に、コールドウォーターII観測所の当直をジョンストンに代わってもらった人物であり、彼を見習うべき先達と考えていた。グリッケンは11年後の1991年、日本の雲仙普賢岳で発生した火砕流に巻き込まれて亡くなった。

### 追悼

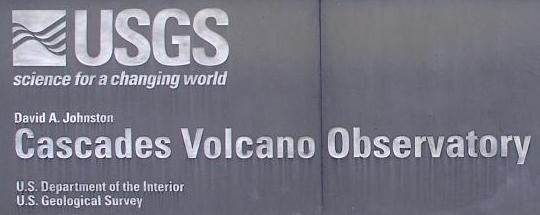
完全な正式名称として彼の名が冠されているデイヴィッド・A・ジョンストン・カスケード火山観測所の門標

初期の追悼行事として、イスラエルのテルアビブで２本の木が植樹された。そして、ジョンストンの故郷のコミュニティー・センターが「ジョンストン・センター」と改名している。こういった行いは、1981年5月に噴火から１年を伝える新聞記事で紹介された
噴火から２年を迎え、USGS のバンクーバー支局（1980年の噴火を受けて設立された）が、彼を記念してデイヴィッド・Ａ・ジョンストン・カスケード火山観測所 (CVO) と改名された。
この火山観測所は、セント・ヘレンズ山の監視を最重要任務としており、1980年から1985年にかけてあらゆる火山について噴火予知の支援を行っていた。
2005年の一般公開日には、CVO のロビーにジョンストンを追悼する展示が行われた。
ジョンストンが学んだワシントン大学（彼はここで修士と博士号研究を行っている）は、地球科学と宇宙科学の分野で研究する大学院生を対象とした奨学金のための記念基金を設立している。彼の死から１年で、その資金額は3万ドルを超過した。"David A. Johnston Memorial Fellowship for Research Excellence" と名付けられたこの奨学金は、立ち上げられてから何年にもわたって、数多くの奨学生を輩出している。
噴火後、コールドウォーターII観測所があった一帯は所有権を区画分けされ、最終的にジョンストンの名を冠した観測所が建設され、1997年に開所した。
セント・ヘレンズ山の北麓からちょうど8キロメートル離れたところにある、ジョンストン・リッジ観測所  (JRO)  を訪れた人々は、大きく開いた火口や新たな火山活動、そして広大な玄武岩の溶岩台地等を初めとする1980年の噴火の痕跡を目にすることができる。セント・ヘレンズ国立火山公園の一部として、JRO の建設には、配備された監視機器も合わせて1,050万ドルの建設費を要している。JRO には館内ツアーやシアター、展示ホールが備えられ、年間数千人の観光客を出迎えている。
ジョンストンの名が刻まれた、噴火による犠牲者を追悼する記念碑が複数設置されている。巨大な曲面の花崗岩で造られたそのひとつがジョンストン・リッチ観測所の屋外展望エリアにあり、2000年5月には、ホフスタッド・ブラフ・ビジター・センターに記念樹林の中へ配置する形で新たな碑文が設けられた。

### 映像化

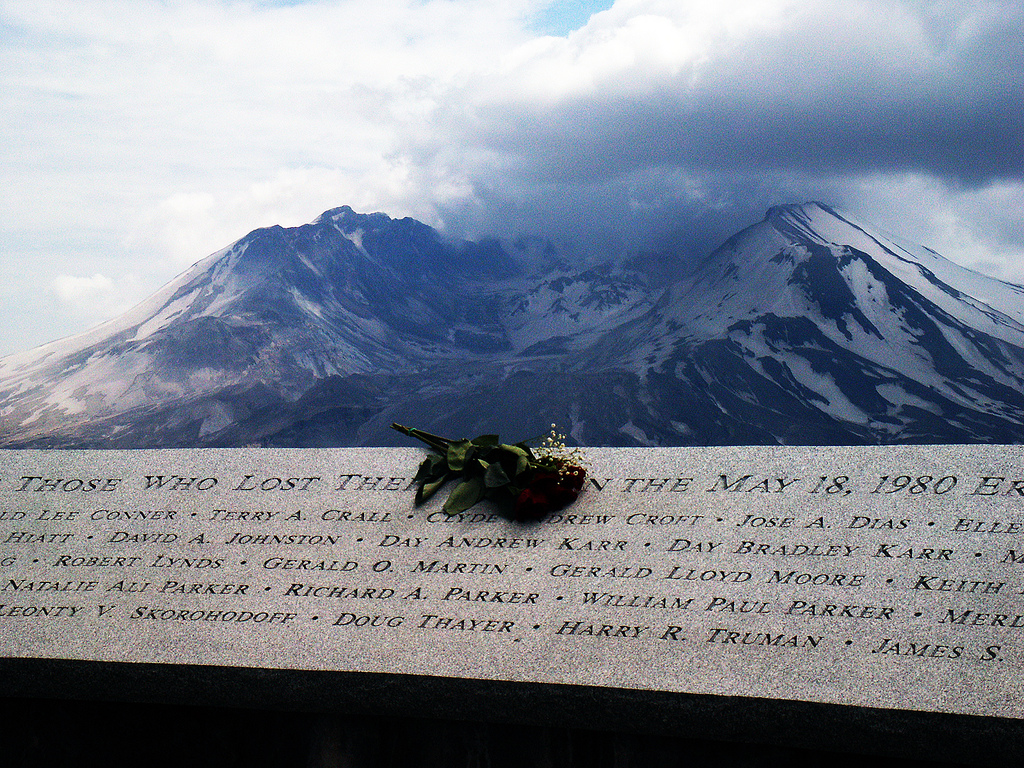
1980年5月18日の犠牲者の名が刻まれた花崗岩製の追悼碑（噴火から27年の記念日に撮影）。ジョンストンの名は、薔薇の下、やや左にある。

噴火時のジョンストンについて語るドキュメンタリーや映画、ドラマが何本か制作されている。The Eruption of Mount St. Helens! (1980) のような複数のドキュメンタリーが同じ年のうちに制作されているが、噴火をうけて1年をかけて撮影し、ちょうど1年の記念日にあわせて公開された映画もあった。セント・ヘレンズ山とジョンストンの物語は、噴火から数十年過ぎた今日でも、新たなドキュメンタリーで取り上げられたり、再放送が行われたりしている。
1981年公開の映画『セント・ヘレンズ』では、俳優のデイヴィッド・ハフマンが、ジョンストンの役（デイヴィッド・ジャクソンと改名されていたが）で主演した。ハフマンの演ずる役は、情事にふけるようになり、その後山頂にいる間に噴火で死亡するという、論議を呼びおこす内容だった。ジョンストンの両親はこの作品を批判し、「この映画の中に、デイヴィッドの存在など1オンスたりとも有りはしない」、そして「慎重ではなく向こう見ずな科学者」として画かれていると抗議の声をあげた。息子の名誉が傷つけられたと感じた事実を持って、両親が訴訟に出る可能性もあった。ジョンストンの母親は、映画が噴火の際に起きた出来事を多くの面で改竄しており、自分の息子を「規律の面で問題のあるならず者」として画かれていると申し立てた。
噴火から1年の記念日に合わせた映画の公開に先立ち、ジョンストンを知る36人の科学者が抗議文に署名した。抗議文には「ジョンストンの人生は功績に満ち溢れ、虚構で飾り立てる必要はない」、そして「デイブは優秀で良心的、そして才気あふれた科学者だった」と記載されている。USGS の地質学者で、ジョンストンの友人であり、他の約束があるために噴火の日のコールドウォーターII観測所の当直を代わってもらったドン・スワンソンは、映画がジョンソンの本当の人生と功績を基に制作されていたならば、友の人柄がヒットをもたらしていただろうと語った。
記録映像やドラマ仕立てにしたジョンストンの物語を基に、噴火の経過を描いた複数のドキュメンタリーやドラマが制作されている。KOMO-TV 制作の Up From the Ashes (1990) や、ナショナルジオグラフィックチャンネルが2005年に制作した『衝撃の瞬間』第2シーズンのエピソード 4、BBCとディスカバリーチャンネルが2006年に放映した Surviving Disaster などである。

## 主な著作
- Johnston, David A., and Donnelly-Nolan, Julie, ed (1981). Guides to Some Volcanic Terranes in Washington, Idaho, Oregon, and Northern California. U.S. Geological Survey Circular. 838. アメリカ地質調査所 2010年4月10日閲覧。
- Johnston, David A. (1979). “Volcanic gas studies at Alaskan volcanoes”. U. S. Geological Survey Circular (Reston, Virginia, USA: アメリカ地質調査所) C 0804-B:  B83–B84. ISSN 0364-6017.
- Johnston, David A. (1979). “Revision of the recent eruption history of Augustine Volcano; elimination of the "1902 eruption"”. U. S. Geological Survey Circular (Reston, Virginia, USA: アメリカ地質調査所) C 0804-B:  B80–B84. ISSN 0364-6017.
- Johnston, David A. (1979). “Onset of volcanism at Augustine Volcano, lower Cook Inlet”. U. S. Geological Survey Circular (Reston, Virginia, USA: アメリカ地質調査所) C 0804-B:  B78–B80. ISSN 0364-6017.
- Johnston, David A. (1978). Volatiles, magma mixing, and the mechanism of eruption of Augustine Volcano, Alaska. Ph.D. Thesis. Seattle, Washington, USA: ワシントン大学
- Johnston, David A. (1978). Volcanistic facies and implications for the eruptive history of the Cimarron Volcano, San Juan Mountains, SW Colorado. Master's Thesis. Seattle, Washington, USA: ワシントン大学

## 参照

### 訳注
1. ↑  出典からは姉か妹か判断不可。
2. ↑  "Vancouver" はカナダではなく USGS 支局のあったワシントン州バンクーバーを指す。
3. ↑  日本語版では放送順が異なる。
4. ↑  日本語版の有無や題名は不明。